# Nationalisme wallon

Drapeau de la Wallonie.

Le nationalisme wallon peut revêtir bien des aspects et désigner bien des attitudes politiques. En général, les militants wallons qui ont lutté pour l'autonomie de la Wallonie comme lors du discours de Fernand Dehousse sur le fédéralisme, dans le cadre du Congrès national wallon. Par ailleurs, les Wallons les plus autonomistes comme André Renard par exemple, ont toujours, au contraire, subordonné la lutte pour la Wallonie à des considérations plus spécifiquement sociales ou syndicales, sans cependant toujours rejeter le terme de Nation.

## Définition
Le nationalisme wallon est défini, d'une part, comme étant un nationalisme de contestation ; par opposition aux nationalismes classiques (nommés également : nationalismes de conservation), tel que le nationalisme flamand. Les nationalismes de contestations sont des nationalismes dans lesquelles, selon le politologue français Christophe Traisnel, il n'existerait pas qu'une unique « […] nation correspondant a l'État [sic] qui en assure la promotion, mais plusieurs en concurrence ». Par ailleurs, le nationalisme québécois constitue un autre exemple de nationalisme de contestation.
Une partie du Mouvement wallon se réclame irrédentiste, considérant que la Wallonie constitue un morceau de la France et que la véritable identité nationale des Wallons est française. Il plaide pour une réunion de la Wallonie à la France, car cela correspondrait selon eux une réunification française. Cette affirmation nationaliste fut surtout développé par Albert du Bois au début du XIXe siècle.
D'autre part, le nationalisme wallon est défini comme étant plus orienté vers la gauche politique, ainsi que vers la notion d'un nationalisme ouvert,. Concernant le nationalisme ouvert, celui-ci s'oppose aux nationalismes fermé par la caractéristique d'accepter l'inclusion des étrangers de la nation dans cette même nation, ces étrangers doivent accepter certaines normes imposée par la nation en question. En ce qui concerne l'ouverture, les nationalistes wallons tendent à être moins militant que les flamands. Par ailleurs, les nationalistes wallons n'expriment, de manière générale, aucune haine vis-à-vis de la Flandre.
Le nationalisme wallon rejoindrait, selon certains, le nationalisme flamand, sur le fait qu'il affirme une identité nationale, sans exclure les autres identités. Or d'autres personnes affirment que le nationalisme flamand ouvre la porte, en politique, au racisme ; ce qui, selon lui, n'est pas le cas du nationalisme wallon. Un autre point sur lequel ces deux nationalismes se contredisent demeure, qu'en politique, les nationalistes wallons ont, la plupart du temps, été affiliés aux partis traditionnels ; ce qui n'est pas le cas en Flandre, où les nationalistes ont formé d'autres mouvement politiques correspondant à cette idéologie. Toutefois, certains partis non-traditionnels et d'extrême-droite wallonne, comme le Mouvement NATION, militent également pour ce nationalisme.

## Historique
Le nationalisme wallon tirerait ses origines du nationalisme flamand, auquel il a répondu à partir de la Première Guerre mondiale. Néanmoins, Jules Destrée, politicien wallon et socialiste, avait déjà rédigé une lettre, en 1912, au roi Albert Ier, dans laquelle il indiquait que sa majesté régnait sur deux nations différentes : que sont la Flandre et la Wallonie.
Un peu moins de cinq décennies plus tard, une volonté d'indépendance a surgit, durant la grève générale de l'hiver 1960-1961, lorsque la Wallonie faisait grève pendant plusieurs semaines contre les mesures d'austérité prise par le gouvernement de cette époque. Cette volonté d'indépendance vis-à-vis de la capitale ne concerne pas uniquement la langue officielle, qu'est le français, mais elle concerne également son économie. La défense de l'économie, principalement de l'économie locale, s'étant réalisée, en particulier, par la FGTB qui avait, petit à petit, amenée à mobiliser ses adhérents au service du mouvement wallon. En outre, la Wallonie, politiquement dominante, s'est longtemps confondue avec son sillon industriel d'où surgirent de nombreuses grèves, qui avaient précédés celle du début des années 1960 : 1886, 1893, 1902, 1913, 1932 et 1950. Toutes ces grèves demeurent le trait fondamental du renardisme : forme de syndicalisme ouvrier qui s'applique pour défendre une région – la Wallonie, entre autres – en vue de la poursuite d'objectifs politiques et économiques, par conséquent, de gauche.
Pendant les années septante, un pèlerinage de nationalistes wallons était organisé, chaque année et durant neuf ans, au château de Franchimont (dans la région liégeoise, et non dans la localité de Philippeville possédant le même toponyme). Cependant, depuis 1999, le parti politique d'extrême-droite, Mouvement NATION (stylisé de cette manière) a repris l'initiative.
Au début des années 2010, quelques politiciens wallons issus de partis traditionnels (respectivement : cdH et PS), Jean-Jacques Viseur et Rudy Demotte,, ont déclaré militer pour le nationalisme wallon. Pendant cette période, la Belgique fût plongée dans une crise communautaire entre les Flamands et le reste de la Belgique, majoritairement francophone.
En 2017, lorsque la Catalogne avait essayé d'obtenir son indépendance, des nationalistes wallons – plus précisément, du courant de l'indépendantisme wallon – avaient soutenu l'indépendance de cette région autonome.

## Contexte
Le nationalisme wallon s'était construit, par le passé, dans le cadre d'une identité s'identifiant au prolétariat et à l'identité industrielle ; notamment avec les grèves générales qui s'étaient sont déroulées entre 1886 et 1960,. Le nationalisme wallon a constitué une réponse au nationalisme flamand, notamment à travers les revendications linguistiques, cependant, le terme composé « nationalisme wallon » est très peu usité principalement à cause du caractère identitaire du substantif « nationalisme »,.

## Personnalités plaidant pour le nationalisme wallon

### Nationalistes wallons
- Jean-Maurice Dehousse (membre du PS, se décrit comme nationaliste wallon)[22]
- Rudy Demotte (actuel président du parlement de la Fédération Wallonie-Bruxelles ; il s'est déclaré "nationaliste wallon" en 2013)[15],[16]
- Jules Destrée (lettre écrite par ses soins et adressée au roi Albert Ier indiquant que ce dernier règne sur deux peuples : un flamand et l'autre wallon)[10]
- Étienne Duvieusart (politicien et fondateur du Front pour l'indépendance de la Wallonie)[23],[24]
- José Happart (défenseur de la langue officielle de la Wallonie, le français, dans les Fourons)[7]
- Jean-Jacques Viseur (ancien bourgmestre de Charleroi ; militant pour un nationalisme wallon "ouvert")[14]
- Evence Yansenne (ancien membre du Rassemblement wallon ; nationaliste wallon à courant indépendantiste)[25]

### Personnalités extérieures le soutenant
- Jean-Pierre Chevènement (ministre français qui s'était prononcé en faveur de l'auto-détermination de la Wallonie, lors de son discours à Mons, en 1992)[26]
- Winston Churchill (premier ministre britannique lors de la Seconde Guerre mondiale ; il était en faveur de l'amputation de l'Alsace, la Champagne et de la Lorraine de la France et de rattacher ces trois régions, avec le Grand-Duché du Luxembourg, à la Wallonie, qui aurait pu devenir autonome, ainsi qu'un état tampon entre la France et l'Allemagne)[27],[28]
- Franklin Delano Roosevelt (président des États-Unis pendant la Seconde Guerre mondiale, il voulait mettre la France sous protectorat étasunien. Lui aussi voulait amputer le Nord-Est de l'Hexagone afin de la rattacher, avec le Grand-Duché de Luxembourg à la Wallonie ; le tout en créant un nouveau pays, portant ce nom)[29],[30]